# Takayuki Kuwata
Takayuki Kuwata (Prefettura di Hiroshima, 26 giugno 1941) è un ex calciatore giapponese, di ruolo attaccante.

## Statistiche

### Presenze e reti nei club
| Stagione | Squadra           | Campionato | Campionato | Campionato |
| Stagione | Squadra           | Comp       | Pres       | Reti       |
| -------- | ----------------- | ---------- | ---------- | ---------- |
| 1965     | Toyo Kogyo        | JSL        | 14         | 11         |
| 1966     | Toyo Kogyo        | JSL        | 14         | 6          |
| 1967     | Toyo Kogyo        | JSL        | 14         | 9          |
| 1968     | Toyo Kogyo        | JSL        | 13         | 7          |
| 1969     | Toyo Kogyo        | JSL        | 7          | 1          |
|          | Totale Toyo Kogyo |            | 62         | 34         |